# Фальшива причина
Фальшива причина (лат. Post hoc ergo propter hoc — укр. після цього, отже, через це) — логічна хиба, що полягає в помилковому прийнятті чогось як причини певної події, що насправді нею не є.
Що насправді обумовлює причиново-наслідковий зв'язок є центральною проблемою індуктивної логіки та наукового методу.

## Різновиди
- «Після» не тотожне «внаслідок» лат. post hoc ergo propter hoc[1]. Один із випадків фальшивої причини, що полягає в тому, що причиново-наслідковий зв'язок ототожнюється з хронологічним. Наприклад, «Сонце встає, тому що півень кукурікає». Тобто «якщо подія X сталася після події Y, значить, подія Y є причиною події X». Не все те, що передує певному явищу в часі, є його причиною. З двох послідовних подій перша здається причиною, друга — наслідком. Джерелом вищевказаної помилки є змішування причинового зв'язку з простою послідовністю в часі. Іноді дійсно здається, що перше явище є причиною, коли передує іншому[2].
  - «Одночасно» не означає «з тої самої причини» лат. cum hoc ergo propter hoc[1]. Схожа до попередньої логічна хиба, коли збіг подій у часі вважають таким, що викликає одна одну. «Подія X і подія Y відбуваються одночасно, значить, подія Y є причиною події X». Обидві події можуть бути наслідками невизначеної кількості інших причин.

- Селективне упередження — логічна хиба, коли на підставі невідповідної вибірки робиться узагальнений, всеохопний висновок. Наприклад, за єдиним випадком, зразком оцінюють усю серію, або сукупність подій, явищ, предметів. Окремим випадком такої помилки є помилка упередження виживання[3].

- Кореляція не те саме, що й причинність. Кореляція між параметрами не є доказом того, що один з параметрів якось впливає на інший, оскільки кореляція може бути випадковим збігом, або наслідком впливу на обидва параметри третього, неврахованого параметра. Прикладом може бути кореляція між кількістю зменшенням числа піратів і ростом глобальної температури атмосфери Землі[4]. І навіть якщо взаємозв'язок параметрів доведено, необхідно ще довести, який із них є причиною, а який — наслідком.